# 電気通信普及財団
公益財団法人電気通信普及財団（でんきつうしんふきゅうざいだん）は、電気通信に関する研究調査の助成、電気通信に関する特別講義開設の援助などを実施している公益法人。1984年9月、郵政省所管の公益法人として設立、元総務省所管。出捐者は日本電信電話株式会社。2013年4月、内閣府より公益認定を受け、公益財団法人に移行。

## 概要
情報通信に関する法律、経済、社会、文化的研究調査、情報通信技術の普及、振興、情報通信を利用した福祉、文化事業及び情報通信に関する国際協力その他の活動に対し助成、援助を行い、広く情報通信を普及、発展させることにより、情報化社会の健全な発展を図り、もってわが国社会経済の発展に寄与することを目的として設立された。

## 事業内容
研究調査助成
- 電気通信に関する法律、経済、社会、文化的研究調査への助成
- 電気通信技術に関する研究調査への助成

受付期間は毎年11月1日〜11月30日
特別講義開設援助
大学における電気通信に関する特別講義の開設援助。受付期間は毎年4月1日～5月31日。
シンポジウム・セミナー、普及・振興事業援助
電気通信関連のシンポジウム・セミナーの開催、電気通信の普及・振興に貢献する事業への援助。受付期間は毎年5月1日〜5月31日。
長期海外研究援助
電気通信分野の若手研究者（大学院生は除く）が海外の大学または研究機関の招聘を受けて研究留学する際、必要な旅費、滞在費の一部を援助。受付期間は毎年5月1日〜5月31日。
海外渡航旅費援助
電気通信に関する研究発表を海外の学会等で行う研究者に対し、旅費と滞在費の一部を援助。受付期日は4月・6月・8月・10月・12月・2月の各1日まで（必着）
電気通信普及財団賞
電気通信普及財団賞では電気通信について社会科学的または、工学的技術的な観点からの優れた著作や研究論文を表彰している。それぞれ本賞と学生賞がある。論文の募集期間は概ね7月〜9月30日。
1984年度～2013年度の表彰実績は以下のとおり。
- テレコム社会科学賞（119件）
- テレコムシステム技術賞（194件）
- テレコム社会科学学生賞（142件）
- テレコムシステム技術学生賞（208件）

電気通信に関する国際協力援助事業等